# Кемптон (Пенсільванія)
Кемптон (англ. Kempton) — переписна місцевість (CDP) в США, в окрузі Беркс штату Пенсільванія. Населення — 159 осіб (2020).

## Географія
Кемптон розташований за координатами 40°37′45″ пн. ш. 75°51′20″ зх. д. / 40.62917° пн. ш. 75.85556° зх. д. (40.629088, -75.855572).  За даними Бюро перепису населення США в 2010 році переписна місцевість мала площу 2,07 км², з яких 2,05 км² — суходіл та 0,02 км² — водойми.

## Демографія
Згідно з переписом 2010 року, у переписній місцевості мешкало 169 осіб у 60 домогосподарствах у складі 43 родин. Густота населення становила 81 особа/км².  Було 63 помешкання (30/км²).
Расовий склад населення:
| - 96,4 % — білих - 0,6 % — чорних або афроамериканців |

До двох чи більше рас належало 2,4 %. Частка іспаномовних становила 3,0 % від усіх жителів.
За віковим діапазоном населення розподілялося таким чином: 24,3 % — особи молодші 18 років, 59,7 % — особи у віці 18—64 років, 16,0 % — особи у віці 65 років та старші. Медіана віку мешканця становила 39,9 року. На 100 осіб жіночої статі у переписній місцевості припадало 98,8 чоловіків;  на 100 жінок у віці від 18 років та старших — 96,9 чоловіків також старших 18 років.
Середній дохід на одне домашнє господарство  становив 71 279 доларів США (медіана — 56 250), а середній дохід на одну сім'ю — 96 288 доларів (медіана — 104 167). Медіана доходів становила 32 386 доларів для чоловіків та 26 625 доларів для жінок. 
Цивільне працевлаштоване населення становило 87 осіб. Основні галузі зайнятості: освіта, охорона здоров'я та соціальна допомога — 19,5 %, роздрібна торгівля — 17,2 %, виробництво — 17,2 %.